# Bill Walsh College Football
Bill Walsh College Football est un jeu vidéo de football américain sorti en 1993 sur Mega-CD, Mega Drive et Super Nintendo. Le jeu a été développé par Visual Concepts et édité par EA Sports.